# Turn! Turn! Turn!
Turn! Turn! Turn! (sottotitolo: To Everything There Is a Season) è il titolo di una canzone composta negli anni cinquanta dal cantante folk statunitense Pete Seeger. Incisa per la prima volta nel 1962, fu inclusa nell'album The Bitter and The Sweet, pubblicato dalla Columbia Records.
Il brano, il cui testo è interamente adattato (eccetto il verso finale) dal testo del libro biblico Qoelet (o Libro dell'Ecclesiaste), fu portato al successo nel 1965 dal gruppo musicale californiano dei Byrds, raggiungendo la prima posizione nella Billboard Hot 100 per tre settimane, nonché l'ottava posizione in Germania. Il brano apparve nell'album Turn! Turn! Turn!.
Nel 1963 la canzone fu cantata da Marlene Dietrich in una versione riadattata ed intitolata Für alles kommt die Zeit (Glaub', glaub', glaub') un cui estratto fu poi ripreso dal gruppo Puhdys nel brano Wenn ein Mensch kurze Zeit lebt.
Inserita nella versione dei Byrds nella colonna sonora del film di Tom Hanks Forrest Gump è ricordata per il suo messaggio pacifista.
Ulteriori versioni furono incise da numerosi altri artisti.

## Testo
Il testo e il sottotitolo del brano si rifanno in maniera aderente ai versetti contenuti in Ecclesiaste, 3,1-8 (versione Bibbia di Re Giacomo), uno dei libri sapienziali maggiormente conosciuti.
I versi biblici, intercalati dal controcanto Turn, Turn, Turn, sottolineano come vi siano un tempo ed un luogo per tutte le cose e per ogni sentimento: uno spazio ed un tempo per il ridere ed uno che lasci luogo al dolore, uno per curare ed uno per uccidere, un tempo per raccogliere ed uno per gettare via, un tempo per la guerra e un tempo per la pace.
La profondità dei versi si presta a una miriade di interpretazioni, ma l'accezione principale che viene attribuita a questa canzone è quella del messaggio pacifista, sottolineato in particolare dal verso finale - l'unico attribuibile al compositore Seeger - che recita: a time for peace, I swear it's not too late (un tempo per la pace, giuro che non è troppo tardi).
Turn! Turn! Turn! è uno dei pochi brani che si basano in maniera pressoché integrale su ampie citazioni da scritture sacre ed è sotto questo aspetto accostabile a motivi - spesso ripresi da gruppi musicali di genere christian rock - come Rivers of Babylon del gruppo The Melodians, The Lord's Prayer di Sister Janet Mead e 40 degli U2.
Il titolo ha dato spunto anche per la pubblicazione di un libro illustrato con il testo dell'Ecclesiaste edito da Simon & Schuster nel settembre 2003 con un CD contenente le registrazioni sia di Pete Seeger che dei Byrds. Wendy Anderson Halperin ha creato una serie di illustrazioni dettagliate per ogni serie di contrapposizioni indicate nel testo.
Il manoscritto della canzone figura fra i testi donati alla New York University dal Partito comunista degli Stati Uniti d'America nel marzo 2007.

### Comparazione testuale
Si riporta di seguito il testo in lingua inglese e quello in lingua italiana basato sulla versione approvata dalla Conferenza Episcopale Italiana della Bibbia di Gerusalemme:
1. To every thing there is a season, and a time to every purpose under the heaven:
2. A time to be born, and a time to die; a time to plant, and a time to pluck up that which is planted;
3. A time to kill, and a time to heal; a time to break down, and a time to build up;
4. A time to weep, and a time to laugh; a time to mourn, and a time to dance;
5. A time to cast away stones, and a time to gather stones together; a time to embrace, and a time to refrain from embracing;
6. A time to get, and a time to lose; a time to keep, and a time to cast away;
7. A time to rend, and a time to sew; a time to keep silence, and a time to speak;
8. A time to love, and a time to hate; a time of war, and a time of peace.»

1. Per ogni cosa c'è il suo momento, il suo tempo per ogni faccenda sotto il cielo.
2. C'è un tempo per nascere e un tempo per morire, un tempo per piantare e un tempo per sradicare le piante.
3. Un tempo per uccidere e un tempo per guarire, un tempo per demolire e un tempo per costruire.
4. Un tempo per piangere e un tempo per ridere, un tempo per gemere e un tempo per ballare.
5. Un tempo per gettare sassi e un tempo per raccoglierli, un tempo per abbracciare e un tempo per astenersi dagli abbracci.
6. Un tempo per cercare e un tempo per perdere, un tempo per serbare e un tempo per buttar via.
7. Un tempo per stracciare e un tempo per cucire, un tempo per tacere e un tempo per parlare.
8. Un tempo per amare e un tempo per odiare, un tempo per la guerra e un tempo per la pace.»

## Cover

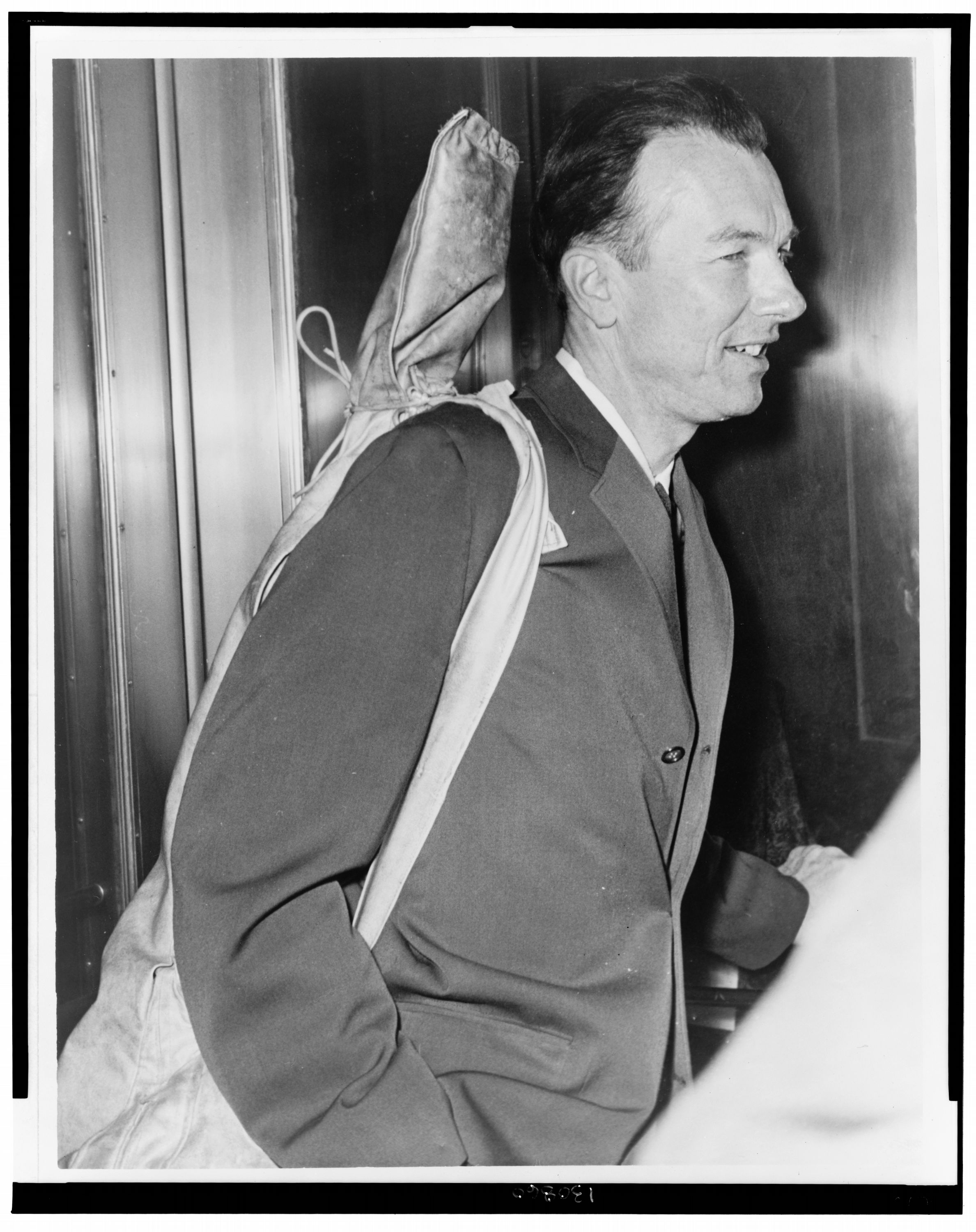
Pete Seeger nel 1961

Alcuni mesi dopo la prima incisione del suo autore, Turn! Turn! Turn! fu pubblicata in un album del gruppo folk The Limeliters edito dalla RCA Records, Folk Matinee, con il titolo To Everything There Is a Season. Uno dei musicisti che accompagnavano il gruppo era Jim McGuinn (che successivamente ha assunto il nome di Roger McGuinn guidando il gruppo dei Byrds).
McGuinn fece un nuovo arrangiamento del brano per la folksinger Judy Collins intitolandolo Turn! Turn! Turn! (to Everything There Is a Season). Il brano venne incluso nel disco Elektra Records della cantante registrato nel 1964 e intitolato Judy Collins #3.
Il maggiore successo, il brano lo ha avuto con la versione distribuita in 45 giri nell'ottobre 1965 dai Byrds che raggiunse il primo posto nella Billboard Hot 100 (il lato B conteneva She Don't Care About Time, Columbia 43424). Nel dicembre successivo divenne il titolo guida del secondo album del gruppo, Turn! Turn! Turn!, che lo presentò nel film-concerto The Big T.N.T. Show.
La versione dei Byrds - che si distingue per l'arrangiamento in chiave folk-rock, con il caratteristico jingle jangle sound prodotto dalla chitarra Rickenbacker a dodici corde elettrificata usata nell'incisione da McGuinn - è stata inserita nella colonna sonora del film del 1994 Forrest Gump e nel film di Jim Sheridan del 2002 In America - Il sogno che non c'era, pur non figurando nella colonna sonora ufficiale del film. Chiude anche la quarta stagione della serie tv Un medico tra gli orsi.
Insieme alla versione di Joe Cocker del celebre brano dei Beatles With a Little Help from My Friends, la canzone è stata inclusa nel primo episodio della serie televisiva The Wonder Years.
Nel 2013 i My Morning Jacket hanno eseguito una cover del brano, che è stata inserita nella colonna sonora True Blood: Music from the HBO Original Series Volume 4.

### Elenco di ulteriori cover
| Anno          | Artista              | 45 giri o album                                  | Note |
| ------------- | -------------------- | ------------------------------------------------ | --- |
| anni sessanta | Simon Sisters        |                                                  | versione acustica in spettacolo televisivo                                                                      |
| 1966          | The Seekers          | Georgy Girl (Come the Day)                       | |
| 1968          | Mary Hopkin          | b-side di Those Were the Days                    | Successiva versione in lingua gallese intitolata "Tro, tro, tro"                                                |
| 1969          | Nina Simone          | To Love Somebody                                 | |
| 1984          | Dolly Parton         | The Great Pretender                              | Nel 2005 reincisa per Those Were the Days                                                                       |
| 1987          | Dave Perkins         | duetto con Steve Taylor nell'album The Innocence | |
| 1991          | Nina Llopis          | No Shadow of Turning                             | |
| 1995          | Michael Knott        | A Kiss Of Life                                   | |
| 1998          | Larry Norman         | Copper Wires                                     | |
| 1999          | Plastic Tree         | Prayer (dal singolo Tremolo)                     | nuovo testo di Ryutaro Arimura                                                                                  |
| 1999          | Sister Janet Mead    | A Time to Sing                                   | |
| 1999          | Eden's Bridge        | Celtic Worship 2                                 | |
| 2003          | Jim Witter           | Forgiveness                                      | |
| 2004          | Wilson Phillips      | California                                       | |
| 2004          | Papa M               | Hole of Burning Alms                             | versione solo strumentale, frutto di una registrazione di fortuna del 2000                                      |
| 2006          | Adrienne "Adie" Camp | Don't Wait                                       | |
| 2008          | Amy Grant            |                                                  | in tour |
|               | Belle and Sebastian  |                                                  | in tour |
| 2008          | Chris de Burgh       | Footsteps                                        | |
| 2008          | Red Umbrella         | Living and Surviving                             | |
| 2008          | Bruce Springsteen    |                                                  | In duo con Roger McGuinn, già leader dei Byrds, in tour il 23 aprile 2008 alla Amway Arena di Orlando (Florida) |